# Jasmine Arabia
Jasmine Arabia (Jasmine Ichraq, Marràqueix, Marroc, 9 d'agost de 1990) és una exestrella del porno i model de fotografia eròtica francesa d'origen marroquí.

## Biografia
Va conèixer el seu futur marit al Marroc, quan amb prou feines és major d'edat. El seu marit, Raphaël Corbino, és un antic atracador francès dinou anys més gran que ella, convertit en instal·lador de parquet.
El 1999, amb 19 anys, es va instal·lar a Niça, on treballava com a ballarina de dansa oriental, gogó i stripper, El seu marit, que es va embarcat en la producció de vídeos pornogràfics, la introdueix en el mitjà X seguint els consells de diversos contactes que crea a Facebook.
Va començar en el gènere el novembre de 2010, als 21 anys. Després va fer una gira amb actors consolidats com Mike Angelo i Ian Scott sota el nom artístic Jasmine Arabia, en aquells moments en referència a la cantant nord-americana Jasmine Villegas i per reivindicar els seus orígens magrebins. John B. Root la contracta per a diversos vídeos de gonzo publicats al seu lloc, així com per al seu llargmetratge amb guió Mangez-moi !, emès a Canal+.
Ràpidament es fa un nom a la indústria del porno, va aparèixer a la portada de diverses revistes per adults (Union, JTC mag, Hot explicite, etc.) i també se'n parla com a voluntària per Les Restos du cœur a Niça, o apareixent en un anunci de lluita contra la SIDA, en companyia de Marc-Olivier Fogiel i dues actrius porno més, Anna Polina i Virginie Caprice.
A principis de la dècada de 2010, Jasmine Arabia era una estrella porno en ascens a França. S'anuncia un projecte de cómic en què ella seria l'heroïna. Però el 2013, Raphaël Corbino va ser detingut a causa d'una denúncia presentada dos anys abans per la seva exnòvia. El cas es refereix a fets que van tenir lloc entre juny de 2010 i març de 2011: Corbino havia acollit llavors diverses noies adolescents que havien trencat amb les seves famílies - inclosa la filla de la seva antiga parella - i amb la seva dona s'havia compromès a la seva "educació sexual" durant les relacions múltiples, Raphäel Corbino està acusat de violar la seva exnora i altres tres adolescents, que tenien uns 14 anys en el moment dels fets. Jasmine Arabia també està acusada, les quatre noies afirmen haver assistit al rodatge d'escenes pornogràfiques i haver tingut relacions sexuals amb la parella amb el rerefons del consum d'alcohol, cànnabis i poppers.
El 10 de novembre de 2016 Jasmine Arabia i el seu marit van ser condemnats respectivament a sis i quinze anys de presó en primera instància pel Tribunal d'Audiència dels Alps Marítims, per violació, agressió sexual i corrupció de menors. L'actriu, que va comparèixer lliure, fou empresonada al final de la vista. Ella i el seu marit van recórrer la sentència. Van contractar com advocat Éric Dupond-Moretti. El 9 de febrer de 2018 el Tribunal d'Apel·lació considera que si l'abús sexual va tenir lloc sense violència, amenaça o sorpresa, es va exercir una constricció moral contra les noies adolescents. Raphaël Corbino torna a ser condemnat a quinze anys de presó, mentre que la de Jasmine Arabia es redueix a quatre anys de presó.

## Filmografia parcial
- 2011: Week-end entre couples, d'Olivier Lesein (JTC Vidéo)
- 2011: Je fais cocu mon mari, d'Olivier Lesein (Hexagone)
- 2011: Beurettes allégées, d'Olivier Lesein (JTC Vidéo)
- 2011: Blue nights, de Jack Tyler (Saphir Production)
- 2012: Un plan Q parfait, d'Olivier Lesein (JTC Vidéo)
- 2012: La Zone, d'Olivier Lesein (JTC Vidéo)
- 2012: Baise en terrain inconnu, de Jean-Philippe Smelt (Alkrys)
- 2012: Le Dick-Tator, d'Olivier Lesein (JTC Vidéo)
- 2012: Ferme pour jeunes filles au pair, de Christian Lavil (Alkrys)
- 2012: ContraXt, de David Beffer (DPH Prod's)
- 2012: Mangez-moi !, de John B. Root (JBR Média)
- 2012: Mariée à tout prix, de Christian Lavil (Alkrys)
- 2013: Gonzo, mode d'emploi, de John B. Root (JBR Média)
- 2013: Ces beurettes qui nous donnent la gaule (JTC Vidéo)
- 2014: En double sinon rien (JTC Vidéo)
- 2014: Les Délires de Célia, de Jean-François Davy